# Bartelkeïta
La bartelkeïta és un mineral de la classe dels silicats. Va ser anomenada en honor de Wolfgang Bartelke, col·leccionista de minerals i especialista en els minerals del Tsumeb.

## Característiques
La bartelkeïta és un germanat de fórmula química PbFe²⁺Ge(Ge₂O₇)(OH)₂(H₂O). Cristal·litza en el sistema monoclínic en cristalls de fins a 1 mm, tabulars en {101} o aciculars en {101}; també s'han observat en {111} i {010}. La seva duresa a l'escala de Mohs és 4.

## Formació i jaciments
La bartelkeïta és un mineral molt rar trobat en cavitats en minerals de germani oxidat en un dipòsit mineral hidrotermal, polimetàl·lic albergat per dolomia. Va ser descobert a la mina Tsumeb, (Tsumeb, Regió d'Oshikoto, Namíbia). Es tracta de l'únic indret on ha estat trobada aquesta espècie mineral.